# Christian Friedrich von Dettinger

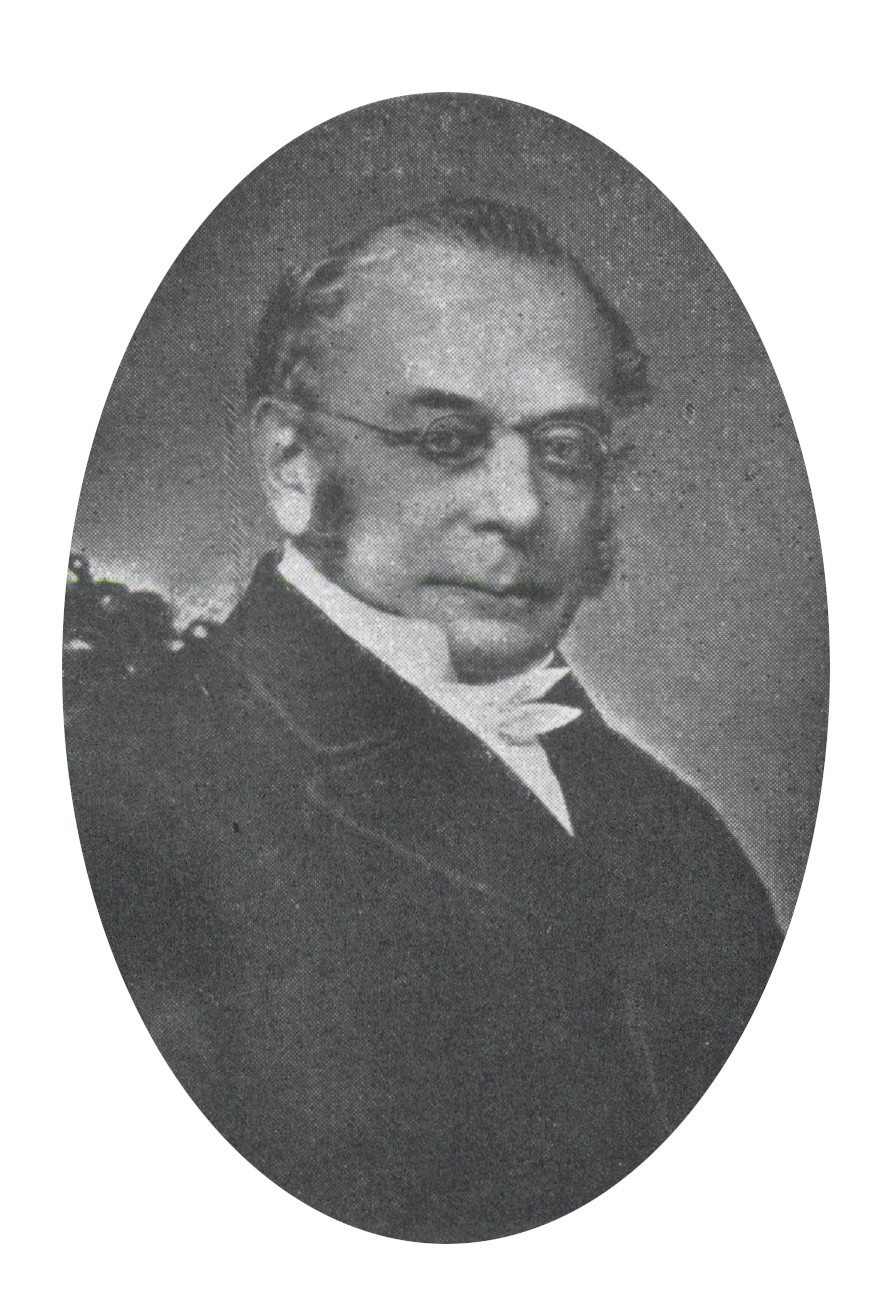
Christian Friedrich von Dettinger

Christian Friedrich Dettinger, ab 1861 von Dettinger, (* 21. Februar 1804 in Stuttgart; † 12. Februar 1876 ebenda) war Prälat und Generalsuperintendent von Reutlingen. 

## Leben
Nach dem Besuch des Seminars Urach und dem Studium der evangelischen Theologie an der Universität Tübingen, war er 1829 Repetent und Unterbibliothekar am Tübinger Stift. Es folgten Stationen in Backnang und Allmersbach, bevor er 1837 zunächst Zweiter, ab 1846 Erster Diakon an der Stuttgarter Stiftskirche wurde. Von 1845 bis 1847 Verweser, war er anschließend Amtsdekan von Stuttgart.
1848 war Dettinger Gründer eines Komitees zum Aufbau eines Privatlehrerseminars zur Ausbildung christlicher Volksschullehrer, 1850 Mitglied eines Ausschusses zur Gründung eines christlichen Privatgymnasiums. Außerdem war er von 1854 bis 1876 Präsident der Württembergische Bibelanstalt.
1852 wurde Dettinger zum Prälaten und Generalsuperintendenten von Reutlingen ernannt sowie zugleich zum Mitglied des Konsistoriums und des königlich-württembergischen Studienrats. Außerdem war er von 1852 bis zum Eintritt in den Ruhestand 1873 Mitglied der Zweiten Kammer der Württembergischen Landstände. 1870 erfolgte die Promotion zum Dr. theol. an der Universität Tübingen.

## Ehrungen
- 1826 Öffentliche Belobigung sowie den Ersten Preis in der Religiösen Kinderlehre der Evangelisch-Theologischen Fakultät der Universität Tübingen[1]
- 1861 Ritterkreuz des Ordens der Württembergischen Krone
- 1873 Kommenturkreuz II. Klasse des Friedrichs-Ordens
- 1873 Ehrenmitglied des Konsistoriums